# Велики Окич
Велики Окич (словен. Veliki Okič) је насељено место у општини Видем, Подравска регија, Словенија.

## Историја
До територијалне реорганизације у Словенији био је у саставу старе општине Птуј.

## Становништво
У попису становништва из 2011. године, Велики Окич је имао 84 становника.
| Број становника према пописима | Број становника према пописима | Број становника према пописима |
| ------------------------------ | ------------------------------ | ------------------------------ |
| 1991                           | 2002                           | 2011                           |
| 112                            | 86                             | 84                             |

Напомена: Године 1974. повећано за део насеља Мали Окич (Циркулане).